# Margaret Kennedy
Margaret Kennedy, Mrs. David Davies  (London, 1896. április 23. — Adderbury, 1967. július 31.) angol írónő. 

## Életpályája
Neves londoni ügyvéd leányaként született, tanulmányait az Oxfordi Egyetemen végezte, ahol történelmet hallgatott. 1922-ben jelentette meg A Century of Revolution ('A forradalom százada', tanulmány) című történelmi munkáját, amely szakmai körökben nagy elismerésre tett szert. Első regényét 1923-ban írta meg The Ladies of Lyndon ('Lyndon hölgyei') címmel, The constant Nymph című regénye (1924, színpadra átdolgozta Basil Dean, 1926) tette ismertté nevét, ezt több nyelvre lefordították. Escape me never c. drámája Elisabeth Bergnerrel a főszerepben aratott nagy sikert. Regényei közül több magyarul is megjelent. (Az állhatatos nimfa, A család bolondja, Veled vagy nélküled). Troy Chimneys ('Trójai kémények', 1953) c. regényével elnyerte a James Tait Black-díjat.

## Művei
- The Ladies of Lyndon ('Lyndon hölgyei', 1923)
- The Constant Nymph ('Az állhatatos tündér', 1924)
- Red Sky at Morning ('Reggeli vörös égbolt', regény, 1927)
- The Fool of the Family ('A család bolondja', regény, 1930)
- Escape Me Never ('Ne hagyj el soha', dráma, 1933)
- Together and Apart (regény, 1936; ford. Móricz Virág: Veled vagy nélküled, 1937)
- Jane Austen (életrajz, 1950)
- Troy Chimneys ('Trójai kémények', 1953)
- The Forgotten Smile ('Az elfelejtett mosoly', regény, 1961)
- Not in the Calendar ('Nincs benne a naptárban', életrajzi karcolatok, 1964)